# دوري اسطنبول لكرة القدم 1940–41
دوري اسطنبول لكرة القدم 1940–41 (بالتركية: 1940-41 İstanbul Futbol Ligi)‏ هو موسم من دوري اسطنبول لكرة القدم ‏. فاز فيه نادي بشكتاش.